# IV Centenário do Descobrimento do Brasil
O IV Centenário do Descobrimento do Brasil refere-se às comemorações feitas na época, tendo como tema o aniversário de 400 anos da descoberta do Brasil. Mais especificamente noticiado no dia 20 de abril de 1900, as festas feitas para comemorar o descobrimento dos portugueses faz alusão também a uma república que pode ser considerada recém moderna e completamente alinhada aos pressupostos europeus.
Além disso, a festa tinha como objetivo materializar e dar continuidade aos eventos e a história em si do passado, resgatando memórias e contos históricos a fim de fortalecer o sentimento de pertencimento do Brasil.
Dentre os acontecimentos do IV Centenário do Descobrimento do Brasil, temos três elementos importantes: as comemorações, o monumento comemorativo do descobrimento e o lançamento da medalha em homenagem ao acontecimento.

## Comemorações do IV centenário
As Comemorações enalteceram o espírito e a integração nacional e reafirmaram a identidade do povo que era crucial naquela época. Então, rituais como festas, hinos, feriados, bandeiras e afins foram criados e distribuídos em diversas entidades, como igrejas, escolas, sindicatos; além de ser veiculado em jornais como fins de registro.
Todas essas movimentações fizeram parte da comemoração do IV centenário, que não fugiram das tradições. Mesmo com o Brasil de 1900 estar passando por dificuldades econômicas e políticas, todos os preparativos para a comemoração se iniciaram com antecedência. Essa crise fez com que a festa fosse importante para intensificar a ideia de nação moderna. Além disso, os preparativos para a festa davam a entender que havia uma importância e também uma necessidade de haver uma confraternização para a data de aniversário do centenário.
Um dos responsáveis pela organização do evento era Benjamin Franklin Ramiz Galvão, com formação de professor, médico, e diretor da biblioteca nacional durante 12 anos, entre 1870 e 1882. Outro nome importante que tomou frente foi Coelho Neto, um escritor. Além deles, outros diversos nomes que eram engenheiros, jornalistas, médicos, políticos e boa parte de ilustres nomes de prestígio da capital federal para organizar um evento à altura.
Antes das decisões oficiais de como seria a comemoração, houve algumas especulações e projeções, como exposições em homenagem a trajetória indígena e outra exposição sobre a história do Brasil em si. Tudo isso seria financiado pela nação, então, seria cobrado uma “taxa comemorativa”. Mas, como já foi dito, o Brasil enfrentava uma fase ruim na economia, o que fez todas as programações da festa serem reduzidas a fim de corte de gastos.
E com conflitos externos e o Brasil ainda sendo disputado culturalmente desde a proclamação da república, as homenagens do IV centenário foram divididas em algumas versões: a europeia, que remetia aos portugueses; a americana e por fim a brasileira. Mas o que foi predominando, principalmente, foi a ligação brasileira com a Europa. Isso porque, o Brasil havia uma forte relação e uma herança com a cultura ocidental, desde que o Brasil foi descoberto.
Para a cidade de São Paulo, duas instituições foram criadas para a comemoração do centenário. o Museu Paulista (1895) e o Instituto Histórico e Geográfico de São Paulo (1894), ambas criadas por pessoas que eram consideradas descendentes dos colonizadores do lugar.

### Patriotismo do centenário
De maneira geral, a Associação do IV centenário fez uma campanha intensa para conquistar os brasileiros e fazê-los entender o quão importante era a comemoração mas, infelizmente, o resultado foi bem diferente do que esperavam. Pouquíssimas instituições se mostraram sensibilizadas com a causa, dentre elas a presidência da república e alguns ministros que acataram a situação.
O primeiro empecilho veio com a definição da data do evento, enquanto a associação queria realizá-lo no dia 3 de maio, o IHGB achava que faria mais sentido comemorar no dia 22 de abril, data do descobrimento. E toda essa divergência de opiniões estava acontecendo por conta da Reforma Gregoriana do calendário, que aconteceu em 1582, gerando uma série de debates e discussões.
Curiosamente, a festa do centenário foi dividida em dois grupos diferentes. O primeiro se tratava dos que eram letrados e foram presenteados com o planejamento do Instituto Histórico e Geográfico Brasileiro, com atos organizados. E o segundo grupo, que concentrava a massa popular e que era o principal alvo da Associação do IV Centenário, foi estimulado a participar de diversas atividades que valorizassem o seu amor à pátria brasileira. Para que isso fosse possível, a Associação usou estratégias para estimular o envolvimento do povo para com a pátria com imagens, monumentos, pinturas, selos, hinos e esculturas que foram feitas única e exclusivamente para o evento.
Para ter uma ideia da necessidade de impulsionar o patriotismo do brasileiro, movimentos como esse não aconteceram só no centenário. Após a comemoração foram lançados livros como "Contos Pátrios" de Coelho Neto e Olavo Bilac, e também "Por que me ufano do meu país" de Afonso Celso. Os nomes são bem sugestivos tratando-se do evento e da época.
Como o brasileiro sempre foi visto como hospitaleiro, cordial, caridoso e também afetuoso, as festividades tiveram o papel de criar um imaginário sobre o país de como o brasileiro se adapta facilmente, quando necessário. Outro aspecto era como o brasileiro lidava com as suas relações interpessoais e como isso foi pontual para valorizar a democracia racial, que resultou na miscigenação. Como se a formação do caráter do povo brasileiro fosse importante para construir o que se entendia como grande nação na época. Para alguns, como o antropólogo Roberto DaMatta, isso era apenas uma desculpa, que ele denominava como a "fábula das três raças", que na verdade tinha como único propósito de resolver alguns detalhes e problemas da constituição.

### O futuro imaginário do Brasil
As comemorações do IV centenário do Descobrimento do Brasil foram responsáveis por "romper" com o passado do país e dar origem a um pensamento de futuro próspero. Por mais que fosse celebrado a memória de grandes nomes da história, como os navegantes, a fim de valorizar a herança portuguesa, essa era a oportunidade do Brasil começar a construir uma sociedade moderna. Então, houve reformas de saneamento e eletricidade nas capitais, mais precisamente no Rio de Janeiro, que na verdade foram consideradas quase que uma reforma social, para provar que o país estava se renovando e com o pé no futuro. Esse tipo de ação visava desvincular o Brasil da imagem de país atrasado e denegrido que passava as nações que eram consideradas civilizadas na época.

### Cobertura do evento
Com tanta movimentação para celebrar o IV Centenário do Descobrimento do Brasil, a cobertura do evento não podia ser diferente. no dia 20 de maio de 1900, o Centenário ilustrava as capas da primeira edição da Revista da Semana. A primeira edição da revista não aconteceu à toa. Como foi dito anteriormente, o Brasil estava em uma constante mudança em rumo a modernização, então havia necessidade de apresentar novas tendências aos brasileiros, seja por uma guinada na moda, seguindo as linhas europeias e também com a aplicação de capitais estrangeiros em cidades como o Rio de Janeiro, a cidade virou referência comercial e industrial do país.
Não só no lançamento da revista, mas também ao longo do ano, diversas matérias foram disponibilizadas sobre o evento, como ilustrações, fotografias, charges e crônicas. Outros veículos jornalísticos da época pautaram as comemorações, que foi o caso do jornal O Paiz e também A Gazeta de Notícias. Esses artigos estão disponíveis nos dias de hoje na hemeroteca da Biblioteca Nacional, e eles foram muito importantes para dar visibilidade ao evento e também apresentá-lo com abordagens diferentes, mas sempre enaltecendo a capital federal da época, Rio de Janeiro, já que havia forte influência de como a vida urbana estava em modernização naquela época.
A cobertura do IV centenário foi pauta da revista durante o ano todo de 1900, mais especificamente temos dezessete citações sobre o acontecimento, tudo isso para enaltecer o sentimento de patriotismo e até mesmo entendimento do que era, ou pelo menos deveria ser, a nação brasileira para eles naquela passagem. Havia a necessidade de impor uma sensação de pertencimento, e isso foi feito com sucesso chamando o povo a ver seu passado e tê-lo como referência.
Além disso, a revista teve um marco muito importante na história. Mesmo que ainda de mais simples e até mesmo experimental, a fotografia foi um elemento crucial para compor a história do IV centenário. Foi com que ela que a população conseguia observar em um papel do que se tratava, não apenas lendo a revista em si. O que também dava oportunidade para uma gama maior ter acesso ao material, já que muitos não eram alfabetizados na época.

### Curiosidades
Uma das curiosidades que rodeiam os 400 anos do Descobrimento do Brasil vem de uma ótica dos historiadores Maria Helena Capelato e Danilo Ferretti, foi observada uma movimentação da elite paulistana durante as comemorações para interligar uma possível importância do estado de São Paulo no Descobrimento do Brasil. João Ramalho, um nome conhecido do patriarcado paulistano, teria uma forte influência no desdobramento da descoberta junto com Pedro Álvares Cabral ou então Pero Vaz de Caminha, não se sabe ao certo.
Tudo começou quando, ao início das primeiras conversas do instituto Histórico e Geográfico Brasileiro, a fim de realizar o evento centenário, em meados de março de 1899, José Luis Alves sugeriu aos participantes que procurassem o testamento de João Ramalho que fosse original.
O objetivo era tentar provar que João chegou a América antes que Cristóvão Colombo. Mas, mesmo vasculhando muito, o documento não foi encontrado, portanto, a descoberta do país por Pedro Álvares Cabral continuaria sendo a considerada.

## Monumento do IV Centenário do Descobrimento do Brasil

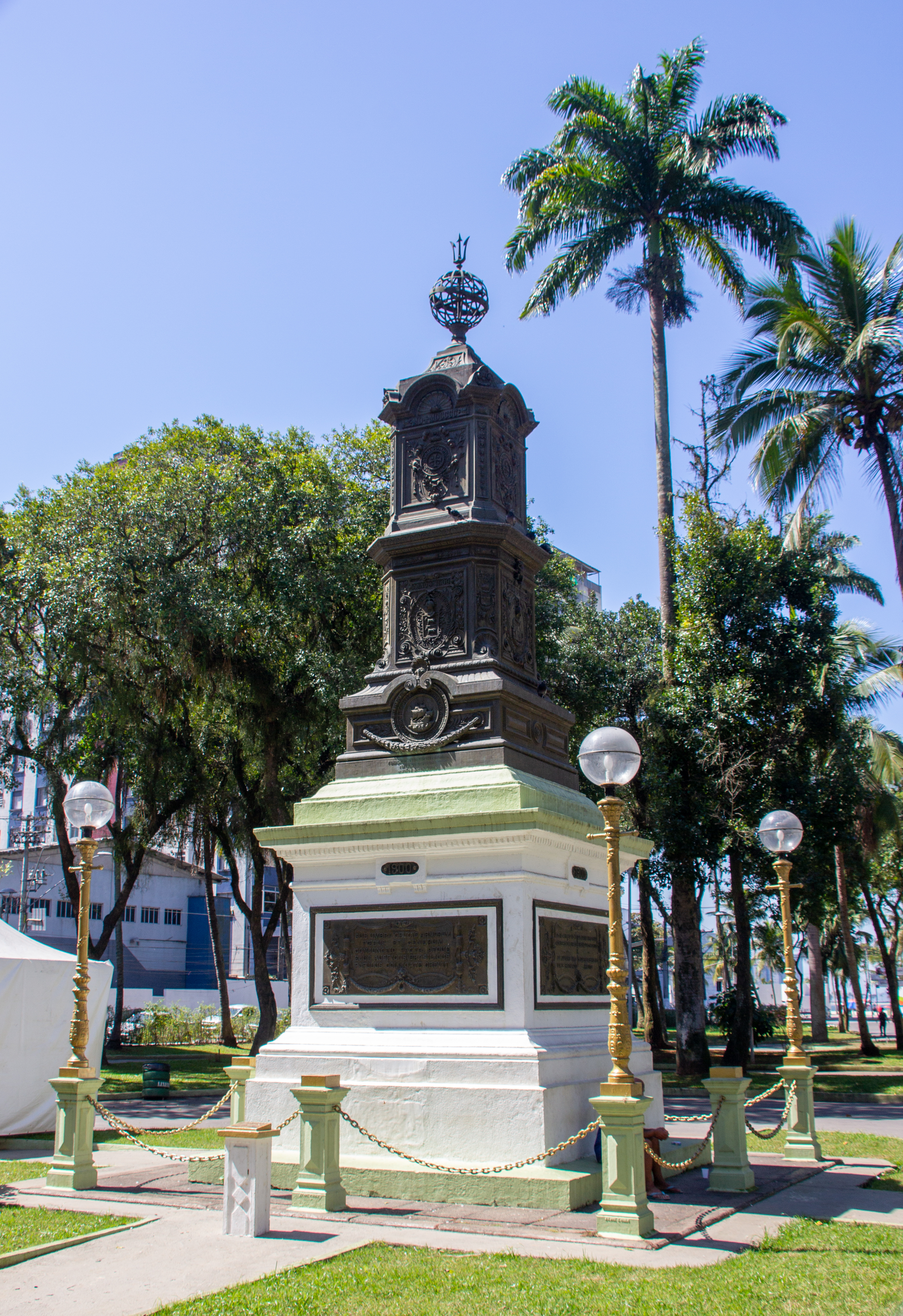
Monumento ao IV Centenário do Descobrimento do Brasil em São Vicente

As comemorações dos 400 anos do Descobrimento do Brasil não foram marcadas apenas por evento festivos, mas também por um monumento que foi projetado e também desenhado por Benedito Calixto e também por Florimond Colpaert, de ascendência belga e formado em arquitetura. Já a execução da obra ficou na responsabilidade de Augusto Kauschus.
O monumento em questão foi inaugurado exatamente no dia do aniversário de 400 anos: 22 de abril de 1900. No centro da cidade de São Vicente, a obra foi instalada na praça 22 de janeiro, praça essa que já possui alguns artifícios históricos de relevância para a cidade da baixada santista.
Na obra, está registrado algumas palavras em latim que, em português significam “À sombra da cruz foi feita a aliança das armas, a união das gentes, e, sob tais auspícios, cresceu unido o povo brasileiro“. Com dez metros de altura e a maior parte coberta por bronze, a peça tem vários ornamentos que remetem a cultura do Descobrimento do Brasil, como caravelas, com brasões que fazem referência a Pedro Álvares Cabral e Martim Affonso de Souza. Oliveiras, sementes de café e palmeiras também fazem parte do monumento, que também vem acompanhado alusões a paz, liberdade, glória e outros símbolos que remetem aos patriotismo brasileiro.
O motivo por escolherem a cidade de São Vicente para receber o patrimônio histórico tem muito sentido; o local fez parte da construção e descobrimento do Brasil. O monumento também tinha a intenção de, na época, homenagear os envolvidos na fundação da capitania de São Vicente. 

## Medalha de comemoração do IV Centenário do Descobrimento do Brasil
Um item criado que até hoje é muito cobiçado a fins de coleção é a medalha comemorativa do IV Centenário. Nela, está cunhado o rosto e tronco de Pedro Álvares Cabral com o nome dele cunhado também e a frase “descobridor do brasil”. Do outro lado, a frase “Porto Seguro da ilha de Vera Cruz 5 de maio” e outros três brasões. A ideia para a produção da moeda foi de Julio Meili de Zürich.
Os três brasões representam as armas portuguesas e a medalha ainda possui duas datas, 1500 e 1900. Alguns exemplares foram feitos em bronze e outros em prata.  

## Ver Também
- Regata do IV Centenário da Descoberta do Brasil